# Cademène
Cademène est une commune française située dans le département du Doubs, la région culturelle et historique de Franche-Comté et la région administrative Bourgogne-Franche-Comté.

## Géographie

### Description
Le village est construit à flanc de coteau, exposé plein est, surplombant la vallée de la Loue.

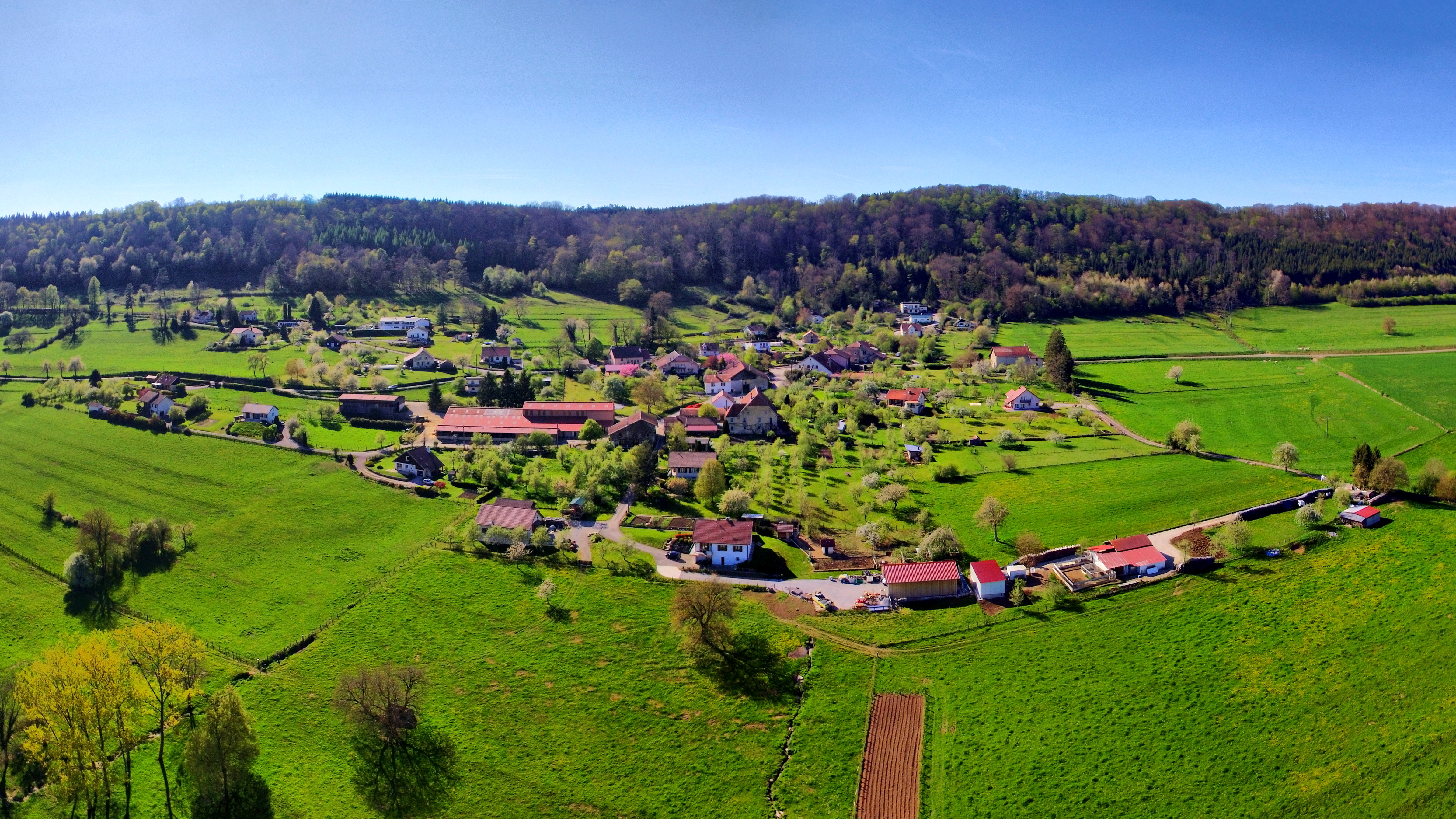
Vue générale du village.

### Communes limitrophes
Les communes limitrophes sont  Amondans, Cléron, Rurey, Scey-Maisières et Épeugney.

### Hydrographie
Le territoire communal est limité au sud-est par le lit et les méandres de la Loue, résurgence et affluent gauche du Doubs, et sous-affluent du fleuve le  Rhône par la Saône

### Climat
Pour des articles plus généraux, voir Climat de la Bourgogne-Franche-Comté et Climat du Doubs.
En 2010, le climat de la commune est de type climat de montagne, selon une étude du Centre national de la recherche scientifique s'appuyant sur une série de données couvrant la période 1971-2000. En 2020, Météo-France publie une typologie des climats de la France métropolitaine dans laquelle la commune est exposée à un climat semi-continental et est dans la région climatique Jura, caractérisée par une forte pluviométrie en toutes saisons (1 000 à 1 500 mm/an), des hivers rigoureux et un ensoleillement médiocre.
Pour la période 1971-2000, la température annuelle moyenne est de 10,1 °C, avec une amplitude thermique annuelle de 17,2 °C. Le cumul annuel moyen de précipitations est de 1 242 mm, avec 13,5 jours de précipitations en janvier et 9,9 jours en juillet. Pour la période 1991-2020, la température moyenne annuelle observée sur la station météorologique de Météo-France la plus proche, « Coulans », sur la commune d'Éternoz à 10 km à vol d'oiseau, est de 10,5 °C et le cumul annuel moyen de précipitations est de 1 259,2 mm. 
La température maximale relevée sur cette station est de 38,7 °C, atteinte le 24 août 2023 ; la température minimale est de −18,9 °C, atteinte le 20 décembre 2009,,.
Les paramètres climatiques de la commune ont été estimés pour le milieu du siècle (2041-2070) selon différents scénarios d'émission de gaz à effet de serre à partir des nouvelles projections climatiques de référence DRIAS-2020. Ils sont consultables sur un site dédié publié par Météo-France en novembre 2022.

## Urbanisme

### Typologie
Au 1er janvier 2024, Cademène est catégorisée commune rurale à habitat dispersé, selon la nouvelle grille communale de densité à 7 niveaux définie par l'Insee en 2022.
Elle est située hors unité urbaine. Par ailleurs la commune fait partie de l'aire d'attraction de Besançon, dont elle est une commune de la couronne,. Cette aire, qui regroupe 310 communes, est catégorisée dans les aires de 200 000 à moins de 700 000 habitants,.

### Occupation des sols
L'occupation des sols de la commune, telle qu'elle ressort de la base de données européenne d’occupation biophysique des sols Corine Land Cover (CLC), est marquée par l'importance des forêts et milieux semi-naturels (55,6 % en 2018), une proportion identique à celle de 1990 (55,6 %). La répartition détaillée en 2018 est la suivante : 
forêts (55,6 %), prairies (30,2 %), zones agricoles hétérogènes (14,3 %). L'évolution de l’occupation des sols de la commune et de ses infrastructures peut être observée sur les différentes représentations cartographiques du territoire : la carte de Cassini (XVIIIe siècle), la carte d'état-major (1820-1866) et les cartes ou photos aériennes de l'IGN pour la période actuelle (1950 à aujourd'hui).

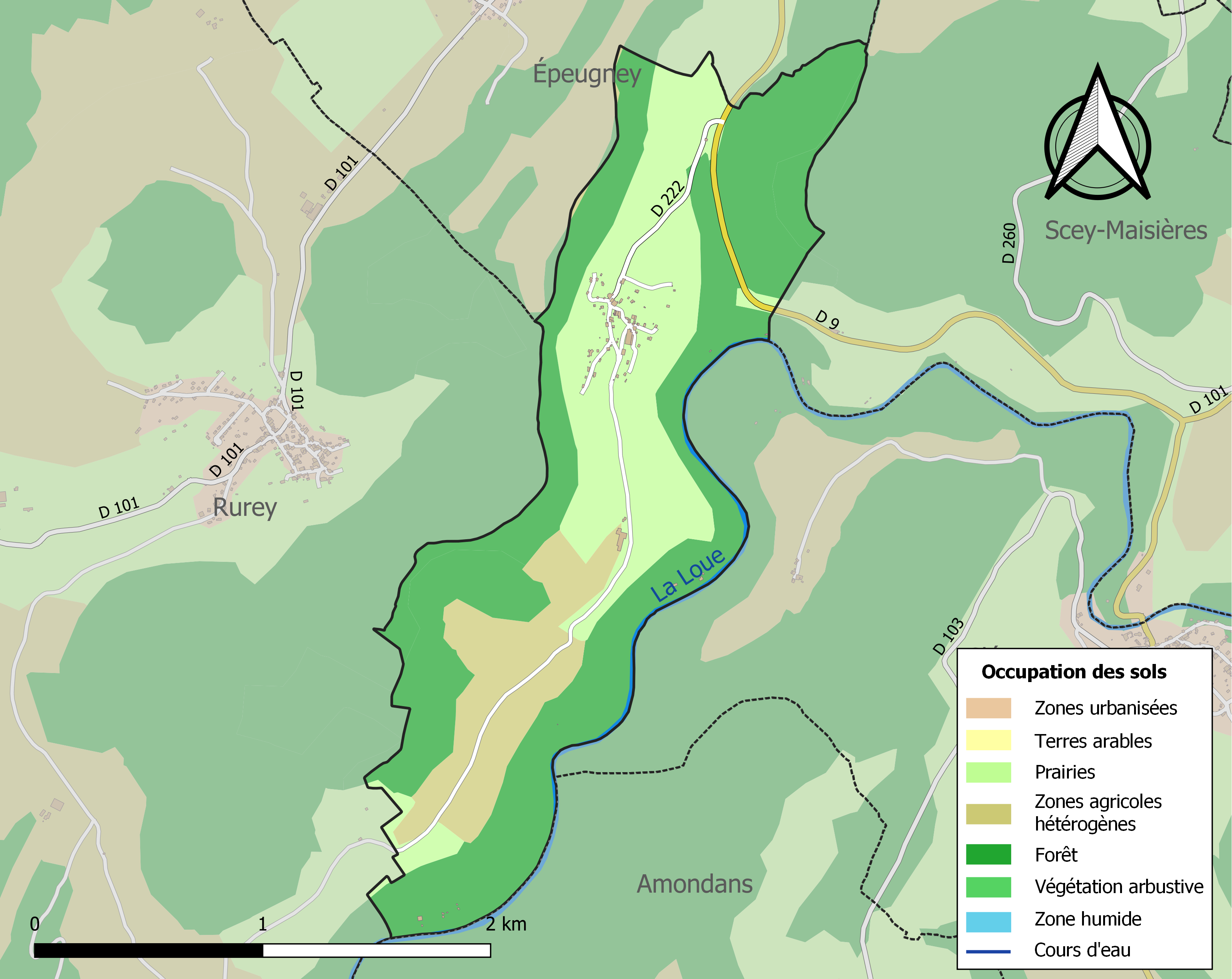
Carte des infrastructures et de l'occupation des sols de la commune en 2018 (CLC).

### Habitat et logement
En 2018, le nombre total de logements dans la commune était de 47, alors qu'il était de 45 en 2013 et de 44 en 2008.
Parmi ces logements, 74,5 % étaient des résidences principales, 17 % des résidences secondaires et 8,5 % des logements vacants. Ces logements étaient pour 97,9 % d'entre eux des maisons individuelles et pour 2,1 % des appartements.
Le tableau ci-dessous présente la typologie des logements à Cademène en 2018 en comparaison avec celle du Doubs et de la France entière. Une caractéristique marquante du parc de logements est ainsi une proportion de résidences secondaires et logements occasionnels (17 %) supérieure à celle du département (4,3 %) et à celle de la France entière (9,7 %). Concernant le statut d'occupation de ces logements, 77,1 % des habitants de la commune sont propriétaires de leur logement (87,2 % en 2013), contre 59,4 % pour le Doubs et 57,5 % pour la France entière.
| Typologie                                               | Cademène | Doubs | France entière |
| ------------------------------------------------------- | -------- | ----- | -------------- |
| Résidences principales (en %)                           | 74,5     | 87,1  | 82,1           |
| Résidences secondaires et logements occasionnels (en %) | 17       | 4,3   | 9,7            |
| Logements vacants (en %)                                | 8,5      | 8,5   | 8,2            |

## Toponymie
Quinzemene en 1340 ; Quedemene en 1448 ; Cademenne en 1589 ; Cadememes en 1593 ; Cadamenne en 1603.
Viendrait de cad = bois et mène = montagne : mont boisé.

## Histoire
Un tumulus datant de l'âge du bronze moyen a été découvert dans la commune, où se trouvait une parure à pendeloques de l'époque de Hallstatt déposée   Musée des Beaux-Arts et d'Archéologie de Besançon,.

## Politique et administration

### Rattachements administratifs et électoraux

#### Rattachements administratifs
La commune se trouve  dans l'arrondissement de Besançon du département du Doubs.
Elle faisait partie depuis 1801 du canton de Quingey. Dans le cadre du redécoupage cantonal de 2014 en France, cette circonscription administrative territoriale a disparu, et le canton n'est plus qu'une circonscription électorale.

#### Rattachements électoraux
Pour les élections départementales, la commune fait partie depuis 2014 du canton d'Ornans
Pour l'élection des députés, elle fait partie de la première circonscription du Doubs.

### Intercommunalité
Cademène  était membre de la communauté de communes du Pays d'Ornans, un établissement public de coopération intercommunale (EPCI) à fiscalité propre créé fin 1998 1 et auquel la commune avait transféré un certain nombre de ses compétences, dans les conditions déterminées par le code général des collectivités territoriales.
Dans le cadre des dispositions de la loi portant nouvelle organisation territoriale de la République du 7 août 2015, qui prévoit que les établissements publics de coopération intercommunale (EPCI) à fiscalité propre doivent avoir un minimum de 15 000 habitants, cette intercommunalité a fusionné avec ses voisines  pour former, le 1er janvier 2017, la communauté de communes Loue-Lison, dont est désormais membre la commune.

### Liste des maires
| Période                                  | Période                     | Identité                 | Étiquette | Qualité                             |
| ---------------------------------------- | --------------------------- | ------------------------ | --------- | ----------------------------------- |
| Les données manquantes sont à compléter. |                             |                          |           |                                     |
|                                          | mars 1989                   | Emile Meyer              |           |                                     |
| mars 1989                                | automne 2022                | Gérard Vermot-Desroches, | DVG       | Agriculteur retraité Démissionnaire |
| septembre 2022                           | En cours (au 16 mars 20232) | Fabienne Arnoux          |           | Fonctionnaire                       |

## Équipements et services publics
Les enfants de la commune sont scolarisés avec ceux d'Épeugney et de Rurey dans le cadre d'un regroupement pédagogique intercommunal.

## Population et société

### Démographie
L'évolution du nombre d'habitants est connue à travers les recensements de la population effectués dans la commune depuis 1793. Pour les communes de moins de 10 000 habitants, une enquête de recensement portant sur toute la population est réalisée tous les cinq ans, les populations de référence des années intermédiaires étant quant à elles estimées par interpolation ou extrapolation. Pour la commune, le premier recensement exhaustif entrant dans le cadre du nouveau dispositif a été réalisé en 2008.

En 2022, la commune comptait 66 habitants, en évolution de −12 % par rapport à 2016 (Doubs : +1,88 %, France hors Mayotte : +2,11 %).
| 1793 | 1800 | 1806 | 1821 | 1831 | 1836 | 1841 | 1846 | 1851 |
| ---- | ---- | ---- | ---- | ---- | ---- | ---- | ---- | ---- |
| 114  | 99   | 133  | 129  | 146  | 118  | 123  | 141  | 120  |

| 1856 | 1861 | 1866 | 1872 | 1876 | 1881 | 1886 | 1891 | 1896 |
| ---- | ---- | ---- | ---- | ---- | ---- | ---- | ---- | ---- |
| 117  | 99   | 90   | 88   | 87   | 86   | 92   | 88   | 78   |

| 1901 | 1906 | 1911 | 1921 | 1926 | 1931 | 1936 | 1946 | 1954 |
| ---- | ---- | ---- | ---- | ---- | ---- | ---- | ---- | ---- |
| 62   | 52   | 65   | 45   | 58   | 51   | 57   | 68   | 69   |

| 1962 | 1968 | 1975 | 1982 | 1990 | 1999 | 2006 | 2008 | 2013 |
| ---- | ---- | ---- | ---- | ---- | ---- | ---- | ---- | ---- |
| 54   | 45   | 42   | 50   | 78   | 82   | 85   | 86   | 81   |

| 2018 | 2022 | - | - | - | - | - | - | - |
| ---- | ---- | - | - | - | - | - | - | - |
| 68   | 66   | - | - | - | - | - | - | - |

### Cultes
Le village fait partie de la paroisse catholique Quatre Monts Epeugney, mais n'a plus d'église,.

## Culture locale et patrimoine

### Lieux et monuments
- Ses deux grottes : celle de Chaillet (3e grotte du Doubs par sa longueur) et celle du Moulin des Îles[26] attirent de nombreux spéléologues .
- La Loue, qui longe la partie est du territoire de la commune, offre un décor majestueux et ravit les pêcheurs à la mouche sur des parcours privés.
- Un sentier botanique venant de Ruray se termine sur un point de vue surplombant le village et la Loue.

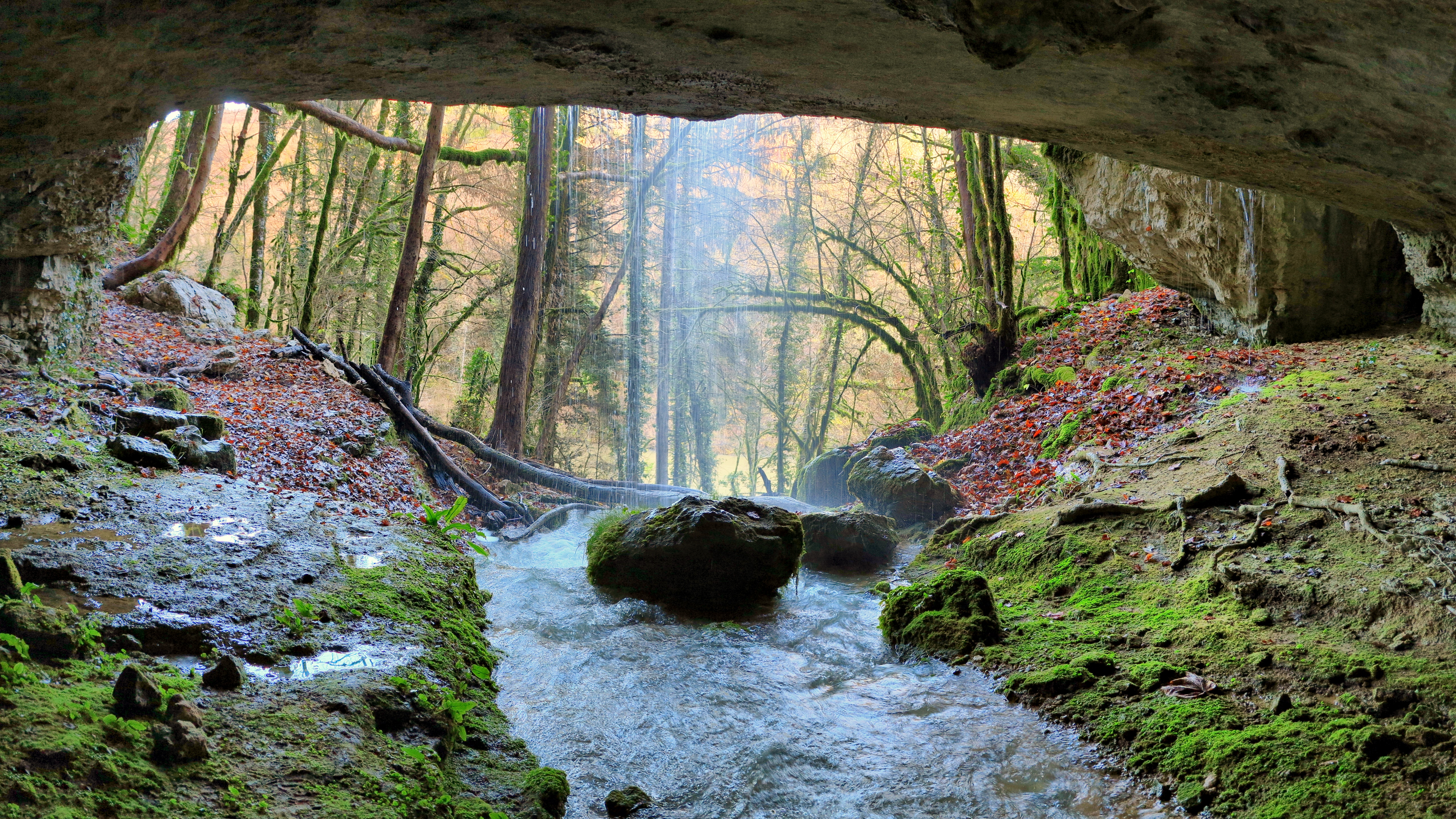
Entrée de la grotte de la Ferme des Îles.
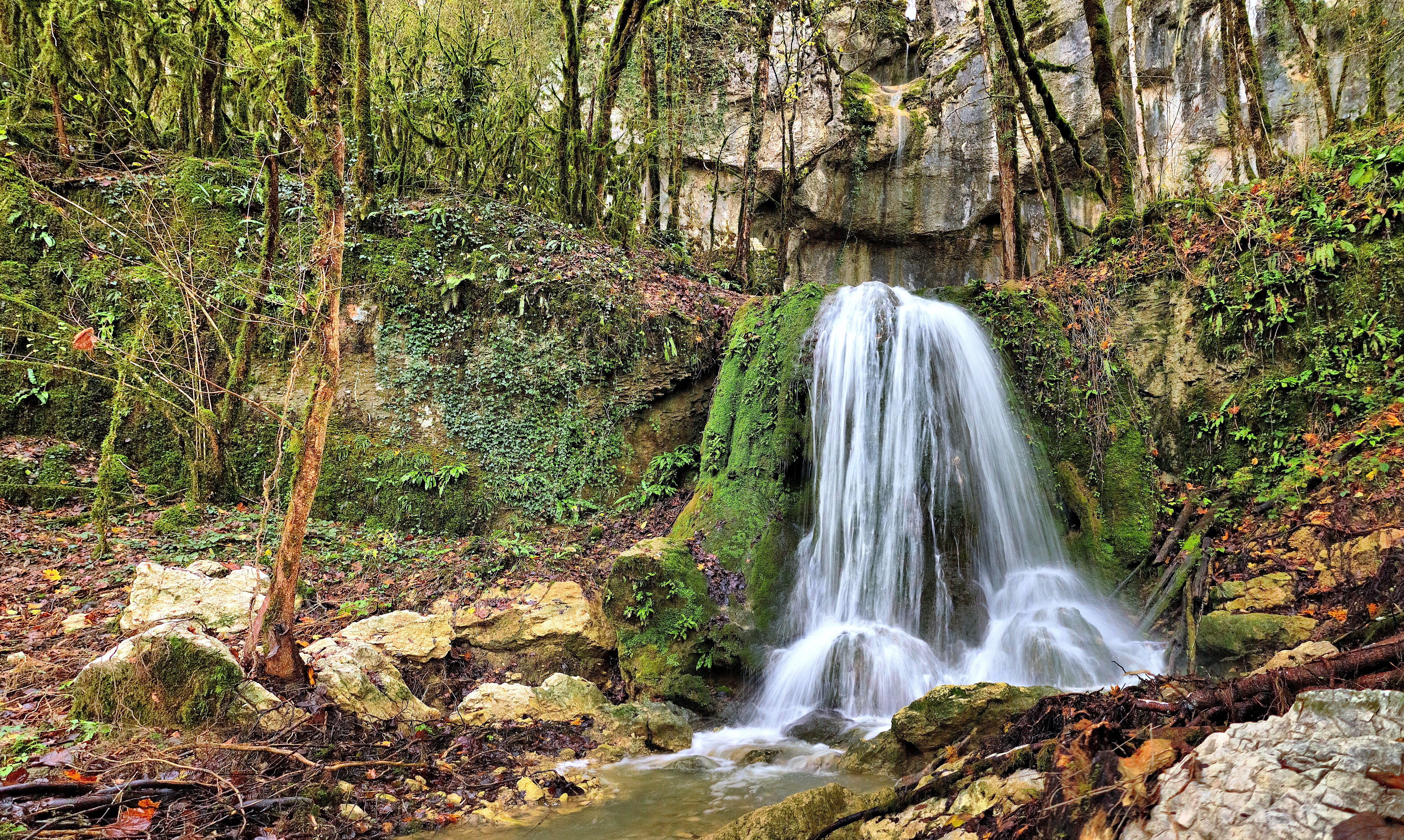
Cascade au bas de la grotte de la Ferme des Îles.
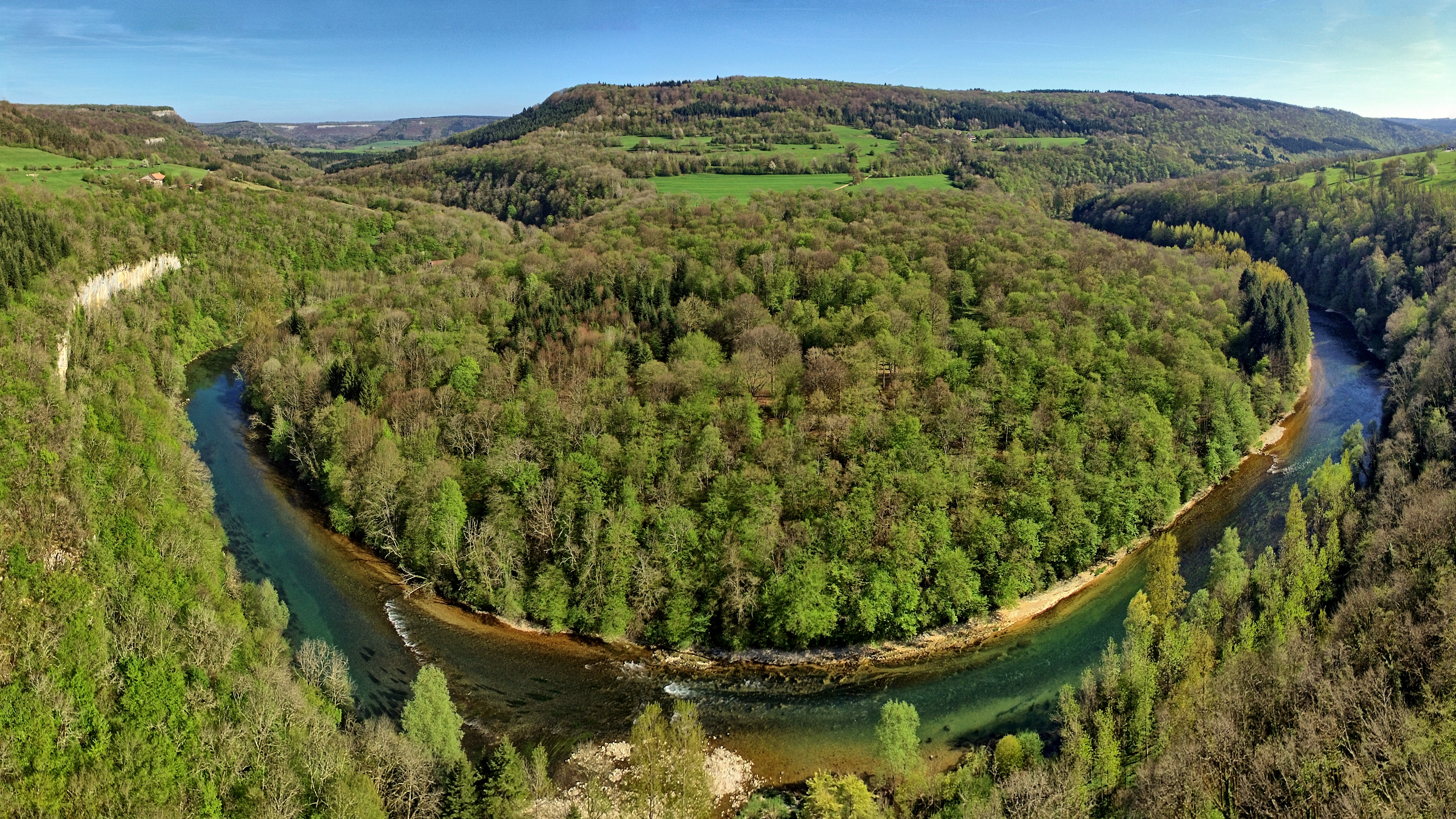
Boucle de la Loue en dessous du village.

## Pour approfondir